# Цента
Цента је јединица за масу ван СИ система и износи 112 фунти
Једна цента је око 51 килограма.